# Bourrée de Bonis
Pour l’article homonyme, voir Bourrée.
La Bourrée, op. 62, est une œuvre de la compositrice Mel Bonis, datant de 1904.

## Composition
Mel Bonis compose sa Bourrée en 1904. Il en existe deux versions : l'une pour piano, l'autre pour orchestre. Les deux versions sont dédiées « À Pierre Domange ». Les deux versions ont été publiées aux éditions Demets en 1904, puis la version pour piano a été rééditée en 2015 aux éditions Furore, tandis que la version orchestrale a été rééditée en 2019 par la même maison d'édition.

## Analyse
La Bourrée fait partie des pièces du type du pastiche des musiques du XVIIIe siècle. D'après Jann Pasler et Carlo Caballero, cette mode est très en vogue au début du XXe siècle. La compositrice elle-même compose une Suite dans le style ancien. D'autres compositeurs, français ou non, composent des œuvres dans ce goût, à l'image de Vincent d'Indy ou Edvard Grieg. Le style sera très prisé de compositeurs français comme Emmanuel Chabrier, Erik Satie, Claude Debussy et Maurice Ravel. La Bourrée fait partie d'un groupe comprenant le Rondo dans le genre ancien, son Menuet, la Pavane et la Sarabande.
L'œuvre fait partie d'un triptyque constitué a posteriori avec la Pavane et la Sarabande. Ces trois pièces ont été publiées aux éditions Demets, dans leur version pour piano puis dans leur version orchestrale en 1909. Cependant, la page de garde de l'édition indique que la Bourrée ne date pas, comme la Pavane et la Sarabande, de 1909, mais plutôt de 1904, ce qui est confirmé par le catalogue fait par Mel Bonis de son vivant. De plus, les numéros d'éditions de la Pavane et de la Sarabande se suivent, tandis que celui de la Bourrée est différent. Les trois danses sont écrites, dans leur version orchestrale, pour le même effectif. Le système d'écriture de la compositrice présente alors un fort contrepoint ainsi que beaucoup de mélanges instrumentaux, notamment entre les pupitres des cordes et celui des vents.
Xavier-Romaric Saumon explique que la Bourrée est divisée en trois parties : ABA' et est construite autour de deux thèmes. Le premier thème, en notes répétées, est d'allure populaire. Le second thème est chanté par le hautbois solo. Pour l'auteur, le traitement orchestral est proche de celui de la Suite en forme de valse. Le caractère populaire de la Bourrée est mise en valeur par l'orchestration. La compositrice arrive notamment à imiter la vielle à roue par la fusion du hautbois et des cordes. Le second thème s'oppose alors au premier, dans son caractère « Dolce legato », en notes conjointes et chantantes.

## Discographie

### Version pour piano
- Le diamant noir, par Laurent Martin (piano), Ligia Digital, 2016

### Version pour orchestre
- Mel Bonis : Symphonic Works, Bucharest Symphony Orchestra, Benoît Fromanger (dir.), Le Chant de Linos CL 1287.

## Sources
- Étienne Jardin, Mel Bonis (1858-1937) : parcours d'une compositrice de la Belle Époque, 2020 (ISBN 978-2-330-13313-9 et 2-330-13313-8, OCLC 1153996478, lire en ligne)